# 寺田浩明
寺田 浩明（てらだ ひろあき、1953年1月7日 - ）は、日本の法学者。京都大学教授。専門は東洋法史。東京大学法学部第三類(政治コース)出身。

## 略歴
- 1953年 - 生まれる
- 1977年 - 東京大学法学部助手（指導教官は滋賀秀三）[2]
- 千葉大学、東北大学教授を経て、現職
- 2008年 - 法制史学会代表理事（2012年まで）[3]

## 所属学会
- 法制史学会
- 東方学会
- 中国社会文化学会

## 著作
- （王亜新等译）『权利与冤抑：寺田浩明中国法史论集』（清华大学出版社（北京），2012年7月）

## 論文
- 「伝統中国法の全体像―「非ルール的な法」というコンセプト」（早稲田大学比較法研究所編『比較と歴史の中の日本法学―比較法学への日本からの発信』成文堂、576～602頁、2008年6月）
- （曹陽訳・陳新宇校）「清代刑事審判中律例作用的再考察―関于実定法的「非規則」形態」（張世明・歩徳茂・娜鶴雅主編『世界学者論中国伝統法律文化（1644～1911）』法律出版社、80～113頁、2009年12月）
- 「清代州縣档案中的命案處理實態―從「巴県档案（同治）」命案部分談起」（臺湾大学『臺灣東亜文明研究學刊』第6巻第2期、247～269頁、2009年12月）
- 「中国伝統法における法解釈のあり方」（『社会体制と法』11号、「社会体制と法」研究会、2～16頁、2010年5月）
- （阮雲星訳）「拥挤列车模式:明清时期的社会认识和秩序建构」（『清華法学』第四巻（総第22期）2010年第6号、166～74頁、2011年1月、）
- 「自理と上申の間―清代州県レベルにおける命案処理の実態」（夫馬進編『中国訴訟社会史の研究』京都大学学術出版会、427～477頁、2011年3月）
- 「裁判制度における「基礎付け」と「事例参照」―伝統中国法を手掛かりとして」（『法学論叢』第172巻第4・5・6号、46～79頁、2013年3月）

## 役職
- 日本学術会議連携会員